# Opération Eckhmül
Guerre d'Algérie
Batailles
- Toussaint rouge
- Opération Eckhmül
- Opération Aloès
- Opération Véronique (en)
- Opération Violette
- Massacres d'août 1955 dans le Constantinois
- Opération Timgad
- Bataille d'El Djorf
- Opération Oiseau bleu
- Embuscade de Palestro
- Bataille d'Alger
- Bataille de Bouzegza
- Bleuite
- Bataille de Timimoun
- Bataille des Frontières
- Combat du Fedj Zezoua
- Coup d'État du 13 mai 1958
- Opération Résurrection
- Opération Couronne
- Opération Brumaire
- Plan Challe
- Opération Jumelles
- Semaine des barricades
- Manifestations de décembre 1960
- Putsch des généraux

- Bataille de Bab El Oued
- Fusillade de la rue d'Isly
- Massacre d'Oran

L'opération Eckhmül est une opération militaire de la guerre d'Algérie, menée par l'armée française contre les indépendantistes algériens, le FLN (Front de Libération Nationale). Elle se déroule dans les Aurès, en Algérie, en décembre 1954.

## Histoire
L'opération Eckhmül est la première opération militaire de l'armée française contre les indépendantistes algériens. Elle vise à étouffer dans l'œuf le mouvement nationaliste armé, qui vient de lancer l'insurrection, en novembre 1954, dans les montagnes des Aurès. Après l'intervention de l'armée française dans la région de Ouenza au début du mois de décembre 1954, 500 soldats, appuyés par l'aviation, sont déployés dans le sud des Aurès et les monts des Nemencha. À cette époque, l'Armée de libération nationale algérienne ne dispose que de 501 combattants.